# Vicia afghanica
Vicia afghanica är en ärtväxtart som beskrevs av Chrtkova. Vicia afghanica ingår i släktet vickrar, och familjen ärtväxter. Inga underarter finns listade i Catalogue of Life.